# اویزد و پلانیتسه
اویزد و پلانیتسه (به لاتین: Újezd u Plánice) یک منطقهٔ مسکونی در جمهوری چک است که در شهرستان کلاتووی واقع شده‌است.
 اویزد و پلانیتسه ۴٫۷۴ کیلومتر مربع مساحت و ۱۲۴ نفر جمعیت دارد و ۵۱۲ متر بالاتر از سطح دریا واقع شده‌است.